# Metin Ataç

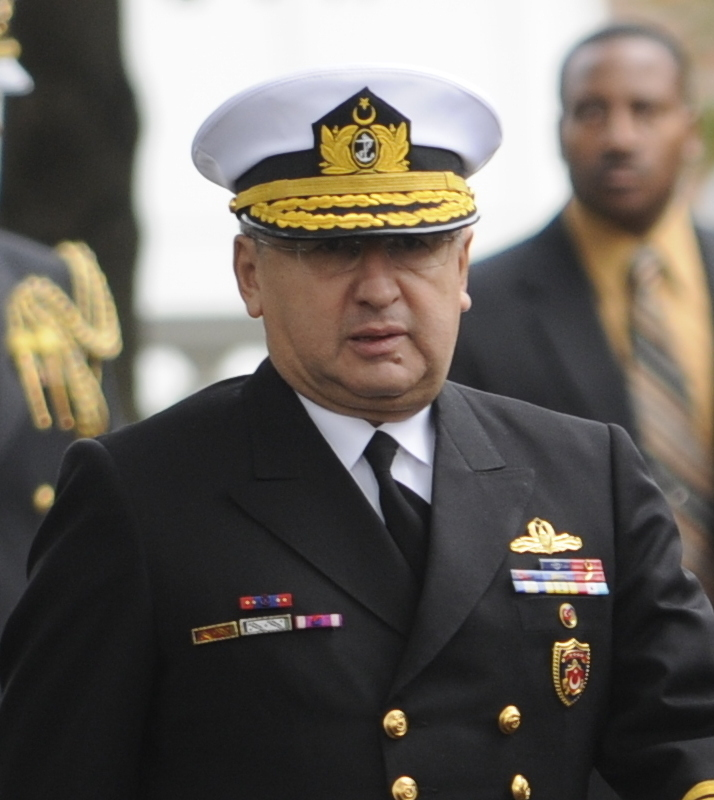
Metin Ataç in Washington, D.C. (2008)

Muzaffer Metin Ataç (* 1946 in Istanbul) ist ein ehemaliger türkischer Admiral, der zuletzt von 2007 bis 2009 Oberkommandierender der türkischen Marine war.

## Leben
Nach dem Besuch eines Gymnasiums trat Ataç 1960 in die Marineschule (Deniz Harp Okulu) ein und schloss diese 1965 als Unterleutnant zur See ab. Anschließend setzte er seine Offiziersausbildung im Oberkommando der Seestreitkräfte weiter fort und fand anschließend zwischen 1967 und 1976 Verwendungen in verschiedenen Marineeinheiten wie zum Beispiel als Offizier und Sektionschef im Flottenkommando (Donanma Komutanlığı), als Erster Offizier sowie als Kommandant eines Kriegsschiffes.
1976 trat er als Offiziershörer in die Marineakademie (Deniz Harp Akademisi) ein, und absolvierte nach deren Abschluss zwischen 1979 und 1980 einen Kurs am NATO Defense College im Rom sowie 1980 einen Lehrgang an der Streitkräfteakademie (Silahlı Kuvvetler Akademisi).
Anschließend war er als Stabsoffizier im Flottenkommando, im Oberkommando der Seestreitkräfte sowie im Generalstab der Türkei tätig, ehe er zwischen 1985 und 1986 in der Infrastrukturabteilung der NATO sowie anschließend bis 1989 als Marinevertreter in der Militärischen Vertretung der Türkei im NATO-Militärausschuss tätig war. Danach war Ataç zwischen 1989 und 1990 Planungsdirektor in der Operationsabteilung im Oberkommando der Seestreitkräfte. Anschließend folgte bis 1992 eine Verwendung als Kommodore der III. Zerstörergeschwaders (Muhrip Filosu).
Nach seiner Beförderung zum Flottillenadmiral wurde er 1992 zunächst stellvertretender Leiter der Personal- und Ausbildungsabteilung und dann Leiter dieser Abteilung im Oberkommando der Seestreitkräfte, ehe er 1996 zum Kommodore der Minenlegerflottille (Mayın Filosu) ernannt wurde. Danach wurde er 1996 zum Konteradmiral befördert und war zwischen 1996 und 2000 Chef des Stabes und Befehlshaber der Flotte im Flottenkommando.
2000 erfolgte seine Beförderung zum Vizeadmiral sowie zugleich seine Ernennung zum Leiter der Kontroll- und Evaluierungsabteilung im Oberkommando der Seestreitkräfte. Im Anschluss war Ataç zwischen 2001 und 2003 Chef des Marinestabes sowie nach Beendigung dieser Tätigkeit zwischen 2003 und 2005 Oberbefehlshaber des Marinekommandos Nord (Kuzey Deniz Saha Komutanlığı), das unter anderem für Marmarameer, Schwarzes Meer, Bosporus und Dardanellen zuständig ist.
Nach seiner Beförderung zum Admiral wurde er 2005 Oberbefehlshaber des Flottenkommandos (Donanma Komutanlığı), zu dem unter anderem die Minenleger-, U-Boot-, Sturmboot-, Minenabwehrfahrzeug-, Logistikunterstützungs- und Marinefliegerverbände gehören.
Im Anschluss erfolgte am 24. August 2007 seine Berufung zum Oberkommandierenden der Seestreitkräfte und damit zum Nachfolger von Admiral Yener Karahanoğlu, während Eşref Uğur Yiğit neuer Oberbefehlshaber des Flottenkommandos wurde. Nachdem seine Amtszeit am 30. August 2008 um ein weiteres Jahr verlängert wurde, folgte ihm Admiral Eşref Uğur Yiğit am 30. August 2009 schließlich auch als Oberkommandierender der Seestreitkräfte.